# یواس‌اس ایلوین (دی‌دی-۴۷)
یواس‌اس ایلوین (دی‌دی-۴۷) (به انگلیسی: USS Aylwin (DD-47)) یک کشتی بود که طول آن ۳۰۵ فوت ۳ اینچ (۹۳٫۰۴ متر) بود. این کشتی در سال ۱۹۱۲ ساخته شد.